# Fülöp apostol

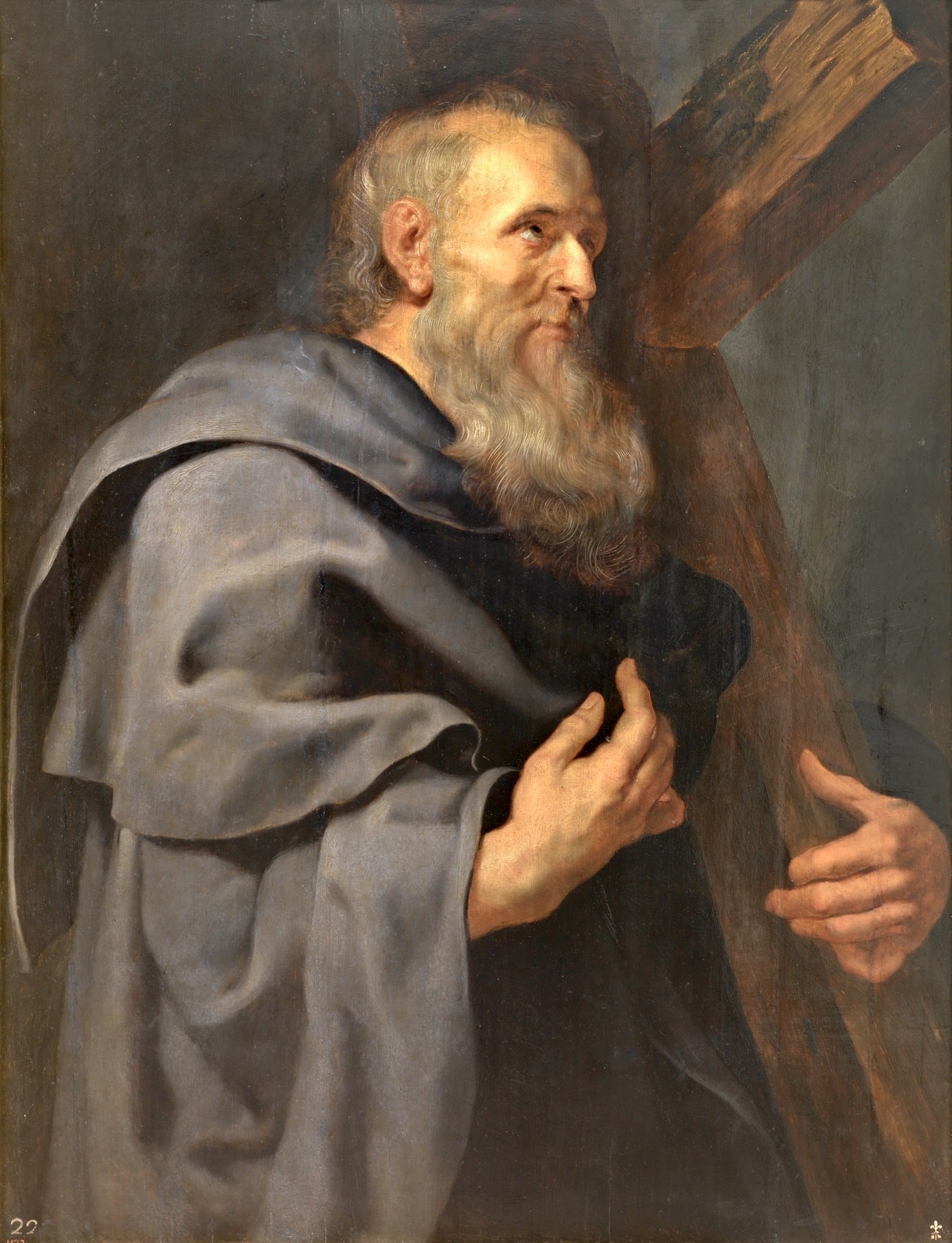
Rubens Szent Fülöp-ábrázolása (1611 körül)

 Fülöp apostol vagy Szent Fülöp (? – 80 körül) Jézus tanítványainak, a tizenkét apostolnak egyike. Életéről és működéséről keveset tudni.

## Élete
Fülöp Betszaidában, Galileában született, ahogyan Péter apostol és András apostol is. Valószínűleg Péter és András ismertették meg Jézussal, viszont Fülöp mutatta be Jézusnak Nathanaelt. A négy evangélista közül a legtöbbször János evangéliuma említi őt, a másik három evangéliumban csak az apostolok felsorolásában szerepel. Ebben a listában mindig az ötödik helyen említik őt (Mt 10:3, Mk 3:18). Feltehetően nem azonos Fülöp diakónussal, aki az etióp királynő főkincstárnokát térítette meg (ApCsel 8:26-39).
Jézus halála után többek között Anatólia nyugati területein prédikált, és a hagyomány szerint a Római Birodalom területén fekvő Hierapolisz ősi városában halt mártírhalált: Domitianus római császár idejében fejjel lefelé feszítették keresztre. Hierapolisz közvetlenül Pamukkale mellett, Délnyugat-Törökországban található.
2011. július 27-én régészek egy hierapoliszi templomban sírt találtak, amely a feltételezések szerint Szent Fülöp nyughelye. A szakértők szerint a bizánci időkben egy templomba vitték át eredeti helyükről az apostol maradványait, és ennek az épületnek a nyomait találták meg.

## Neve alatt fennmaradt iratok
Két apokrif irat ismeretes Fülöp neve alatt: egy gnosztikus evangélium és egy apostolok cselekedetei. Keletkezési idejüket a 4. századra teszik.
- Fülöp evangéliuma
- Fülöp apostol cselekedetei

## Emléknapjai
- Katolikus egyház: május 3. [közösen Jakab apostollal] és október 16.
  - Oroszország: november 14.
- Evangélikus egyház: május 3.
- Anglikán egyház: május 1.
- Ortodox egyház: november 14.
  - Csontjainak Ciprusra történő átszállítása: július 31.
- Kopt egyház: november 18.
- Örmény egyház: november 17.